# Station Ashtown
Station Ashtown is een spoorwegstation in Ashtown in het Ierse graafschap Dublin. Het station ligt aan de lijn Dublin - Sligo en aan de Docklandslijn richting de M3. 
Het station wordt bediend door de forensentreinen die rijden tussen Maynooth en Dublin en tussen de M3 en Dublin-Docklands .In de spits rijden twee treinen per uur, buiten de spits een per uur. De Docklandslijn rijdt alleen op werkdagen.